# Sarcophaga kesseli
Sarcophaga kesseli är en tvåvingeart som beskrevs av Carroll William Dodge 1966. Sarcophaga kesseli ingår i släktet Sarcophaga och familjen köttflugor.
Artens utbredningsområde är Arizona. Inga underarter finns listade i Catalogue of Life.